# Boguszewo (gmina Mońki)
Boguszewo – wieś w Polsce położona w województwie podlaskim, w powiecie monieckim, w gminie Mońki.
W okresie międzywojennym wieś należała do gminy Krypno, powiat Białystok.
W latach 1954–1968 wieś należała i była siedzibą władz gromady Boguszewo, po jej zniesieniu w gromadzie Dziękonie. W latach 1975–1998 miejscowość należała administracyjnie do województwa białostockiego.
| SIMC    | Nazwa      | Rodzaj    |
| ------- | ---------- | --------- |
| 0035435 | Boguszewka | część wsi |

## Historia
W jednych z najwcześniejszych źródeł pisanych miejscowość wspomina się w przywileju króla Zygmunta I, wystawionym w Krakowie 18 czerwca 1510. Wieś nosiła wówczas nazwę Bohuszewo. 
Między 1545 a 1564 rokiem miejscowość stała się siedzibą parafii prawosławnej pw. św. Paraskewy, powstałej z fundacji wojewodziny połockiej Patroneli Radziwiłłówny, żony Stanisława Stanisławowicza Dowojny. W XVII w. parafia prawosławna została przemianowana w unicką (greckokatolicką). Z biegiem czasu liczba boguszewskich unitów zaczęła gwałtownie maleć, co było efektem zjawiska zwanego kradzieżą dusz. W 1773 r. wizytacja cerkwi boguszewskiej stwierdziła, że „(...) parafianina żadnego nie ma, gdyż już od dawnego czasu wszystkie na obrządek łaciński poprzechodzili(...)”. Wkrótce po wizytacji świątynię zamknięto, a następnie przeniesiono na knyszyński cmentarz prawosławny. 
Według Powszechnego Spisu Ludności z 1921 roku wieś i pobliski folwark zamieszkiwało 587 osób, wśród których 572 było wyznania rzymskokatolickiego, 7 prawosławnego, i 8 mojżeszowego. Jednocześnie 580 mieszkańców zadeklarowało polską przynależność narodową a 7 inną. Było tu 91 budynków mieszkalnych. 
Folwark usytuowany był pod drugiej stronie rzeki Nereśl. 
W okresie międzywojennym majątek ziemski posiadał tu Mieczysław Domański (327 mórg). Był tu sklep nabiałowy. 
W 1980 rozpoczęto w Boguszewie budowę kościoła rzymskokatolickiego, ukończoną dwa lata później. Od 1995 r. Boguszewo jest siedzibą samodzielnej parafii NMP Królowej Polski, wcześniej mieszkańcy wsi przynależeli do parafii św. Apostołów Piotra i Pawła w Trzciannem.